# Laguna Gaiba
Laguna Gaiba är en sjö i Bolivia, på gränsen till Brasilien. Den ligger i den östra delen av landet, 800 km öster om huvudstaden Sucre. Laguna Gaiba ligger 92 meter över havet. Arean är 98 kvadratkilometer. Den sträcker sig 18,0 kilometer i nord-sydlig riktning, och 10,5 kilometer i öst-västlig riktning.
I omgivningarna runt Laguna Gaiba växer huvudsakligen savannskog. Trakten runt Laguna Gaiba är nära nog obefolkad, med mindre än två invånare per kvadratkilometer.